# Elnur Mammadli
Elnur Mammadli (Azerbeidzjaans: Elnur Məmmədli) (Bakoe, 29 juni 1988) is een Azerbeidzjaans judoka. 
Mammadli won in 2006 de Europese titel in het lichtgewicht. Een jaar later verloor Mammadli de finale van het wereldkampioenschap. Mammadli won tijdens de Olympische Zomerspelen 2008 de gouden medaille in het lichtgewicht, Mammadli zorgde hiermee voor de enige Azerbeidzjaanse gouden medaille. Mammadli stapte over naar een zwaardere gewichtsklasse en won in deze klasse in 2011 de Europese titel. Tijdens de openingsceremonie van de Olympische Zomerspelen 2012 mocht Mammadli de Azerbeidzjaanse vlag dragen. Tijdens deze spelen verloor Mammadli in de eerste ronde.

## Resultaten
- Europese kampioenschappen judo 2006 in Tampere  in het lichtgewicht
- Wereldkampioenschappen judo 2007 in Rio de Janeiro  in het lichtgewicht
- Olympische Zomerspelen 2008 in Peking  in het lichtgewicht
- Wereldkampioenschappen judo 2010 in Tokio 5e in het halfmiddengewicht
- Europese kampioenschappen judo 2011 in Istanboel  in het halfmiddengewicht
- Olympische Zomerspelen 2012 in Londen eerste ronden in het halfmiddengewicht

1964: Takehide Nakatani ·
1972: Takao Kawaguchi ·
1976: Héctor Rodríquez ·
1980: Ezio Gamba ·
1984: Ahn Byeong-keun ·
1988: Marc Alexandre ·
1992: Toshihiko Koga ·
1996: Kenzo Nakamura ·
2000: Giuseppe Maddaloni ·
2004: Lee Won-hee ·
2008: Elnur Mammadli · 
2012: Mansoer Isajev · 
2016: Shohei Ono · 
2020: Shohei Ono · 
2024: Hidayet Heydarov